# Třída Gridley
Třída Gridley byla lodní třída torpédoborců námořnictva Spojených států amerických. Celkem byly postaveny čtyři jednotky této třídy. Představovaly vylepšenou verzi třídy Mahan. Všechny byly nasazeny ve druhé světové válce. Žádný nebyl za války ztracen. Po válce byly vyřazeny a sešrotovány.

## Stavba
Celkem byly postaveny čtyři jednotky této třídy. První pár byl objednán ve finančním roce 1934 a druhý pár o rok později. Všechny postavila společnost Bethlehem Steel. První pár ve své loděnici Fore River Shipyard v Quincy a druhý pár v loděnici Union Iron Works v San Franciscu. Do služby vstoupily v letech 1937–1938.
Jednotky třídy Gridley:
| Jméno            | Loděnice                          | Zahájení stavby | Spuštění na vodu   | Zařazena do služby | Osud            |
| ---------------- | --------------------------------- | --------------- | ------------------ | ------------------ | --------------- |
| Gridley (DD-380) | Bethlehem Steel, Fore River       | 1935            | 1. prosince 1936   | červen 1937        | Vyškrtnut 1947. |
| Craven (DD-382)  | Bethlehem Steel, Fore River       | 1935            | 25. února 1937     | září 1937          | Vyškrtnut 1947. |
| McCall (DD-400)  | Bethlehem Steel, Union Iron Works | 1936            | 20. listopadu 1937 | červen 1938        | Vyškrtnut 1947. |
| Maury (DD-401)   | Bethlehem Steel, Union Iron Works | 1936            | 14. února 1938     | srpen 1938         | Vyškrtnut 1945. |

## Konstrukce

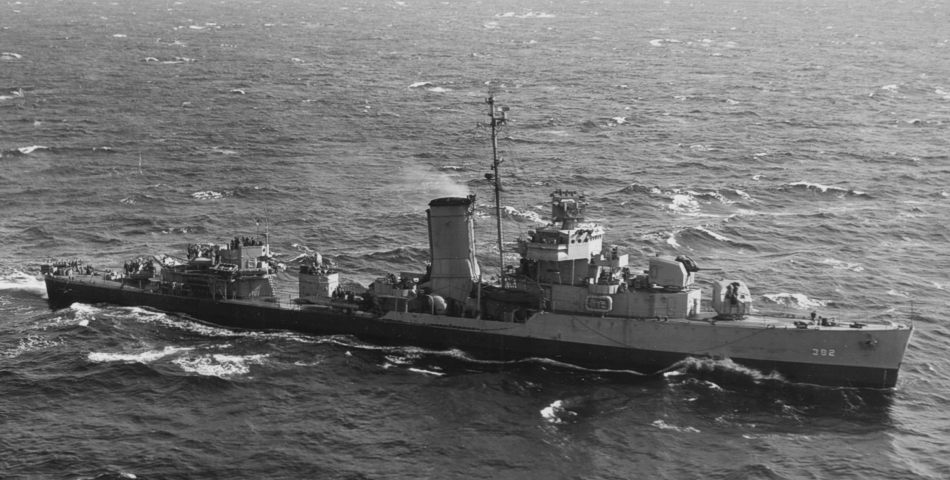
USS Craven (DD-382)

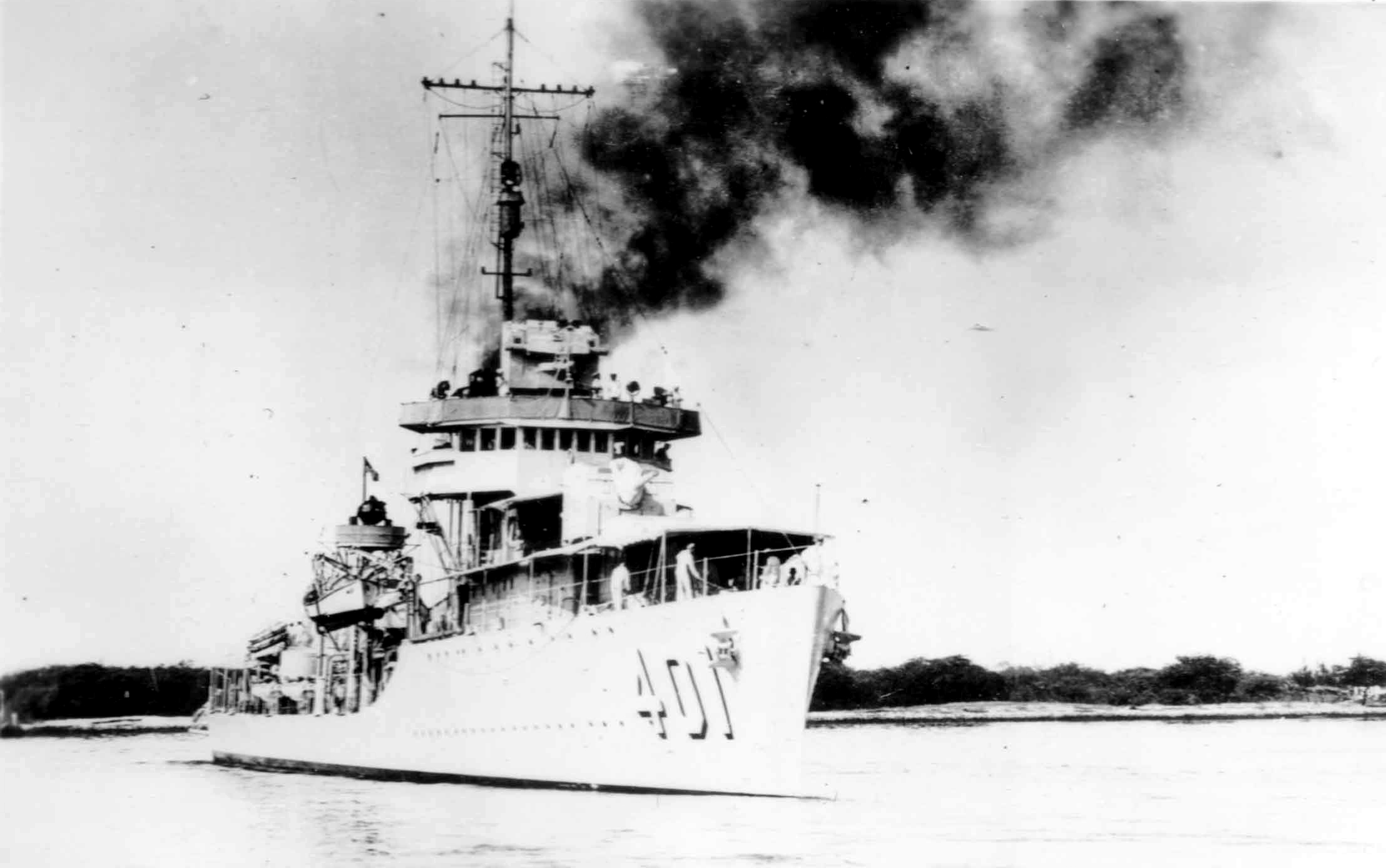
USS Maury (DD-401) v Pearl Harboru v roce 1939

Trup lodí odpovídal třídě Mahan, ovšem jejich pohonný systém byl zásadně vylepšený, což z nich udělalo vůbec nejrychlejší americké torpédoborce. Rekordní rychlosti 42,8 uzlu dosáhl Maury během zkoušek. Zásadní nevýáhodou naopak byly problémy se strukturální pevností a nestabilitou, které později bránily výraznějšímu zesilování protiletadlové výzbroje.
Základní výzbroj tvořily čtyři 127mm/38 kanóny Mk 12. Dva byly umístěny ve dvojici příďových dělových věží, zatímco zadní pár stál v nekrytých postaveních. Dále nesly čtyři čtyřhlavňové 533mm torpédomety (dva na každém boku trupu) a protiletadlovou výzbroj skládající se ze čtyř 12,7mm kulometů M2 Browning. K ničení ponorek sloužily dva spouštěče hlubinných pum se zásobou čtrnáct náloží. K lokalizaci ponorek byly torpédoborce vybaveny sonarem QCA. Pohonný systém tvořily čtyři kotle Yarrow a dvě turbíny Bentlehem o výkonu 50 000 hp, pohánějící dva lodní šrouby. Spaliny odváděl jeden mohutný komín. Nejvyšší rychlost dosahovala 38,5 uzlu. Dosah byl 6500 námořních mil při rychlosti dvanáct uzlů.

### Modifikace
Během služby byla posilována protiletadlová a protiponorková výzbroj. Roku 1942 kulomety nahradilo šest 20mm/70 kanónů Oerlikon, přičemž výzbroj posílily rovněž čtyři vrhače hlubinných pum. V následujícím roce výzbroj posílily další dva stejné 20mm kanóny. Za války byla většina plavidel vybavena radary SC, SG a Mk.12 & 22. Naopak roku 1945 byla odstraněna polovina torpédometů. Instalaci 40mm kanónů Bofors zabránily problémy se stabilitou plavidel.

## Operační nasazení

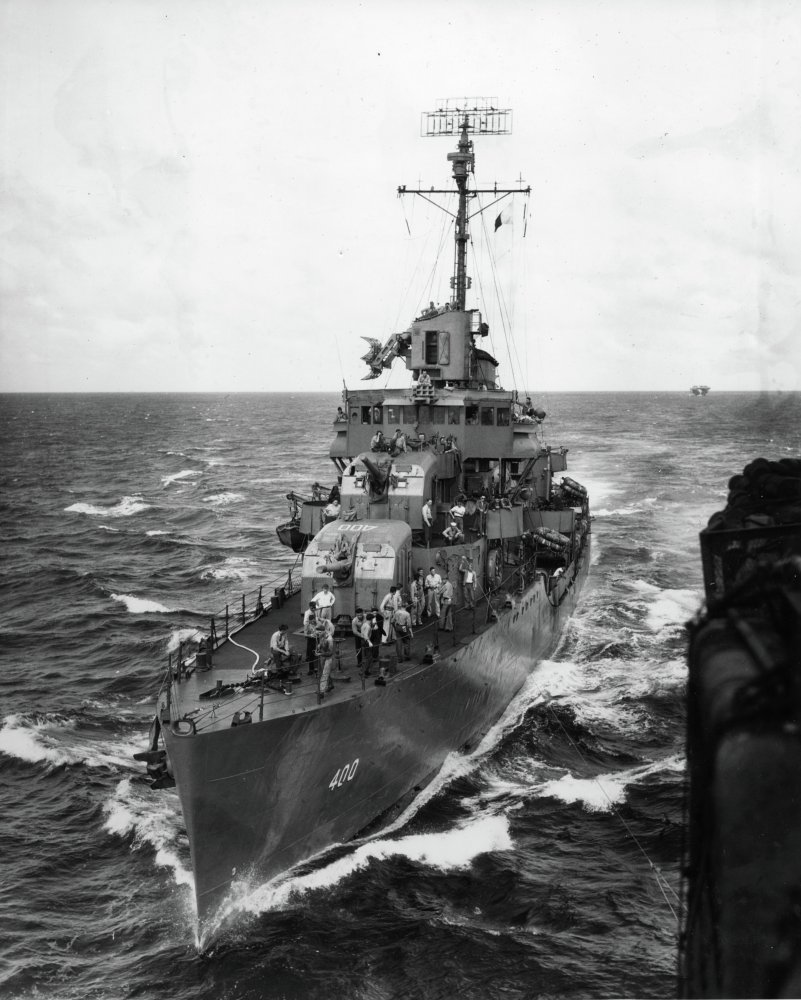
USS McCall (DD-400) vyfocený v lednu 1945 z eskortní letadlové lodě USS Makin Island (CVE-93)

Celá třída byla nasazena v bojích druhé světové války. V době napadení USA v prosinci 1941 byly všechny dislokovány v Pearl Harboru a zrovna na moři doprovázely letadlovou loď USS Enterprise. Poté se podílely na počátečních amerických protiútocích na počátku roku 1942 a bojích u Guadalcanalu v jeho druhé polovině. V Pacifiku následně zůstaly i v letech 1943–1944. Protože ale byly zranitelné útoky kamikaze, byly v roce 1945 převedeny k eskortě atlantických konvojů. Nedlouho po válce byly všechny čtyři vyřazeny a roku 1948 sešrotovány.